# Diccionario crítico etimológico castellano e hispánico

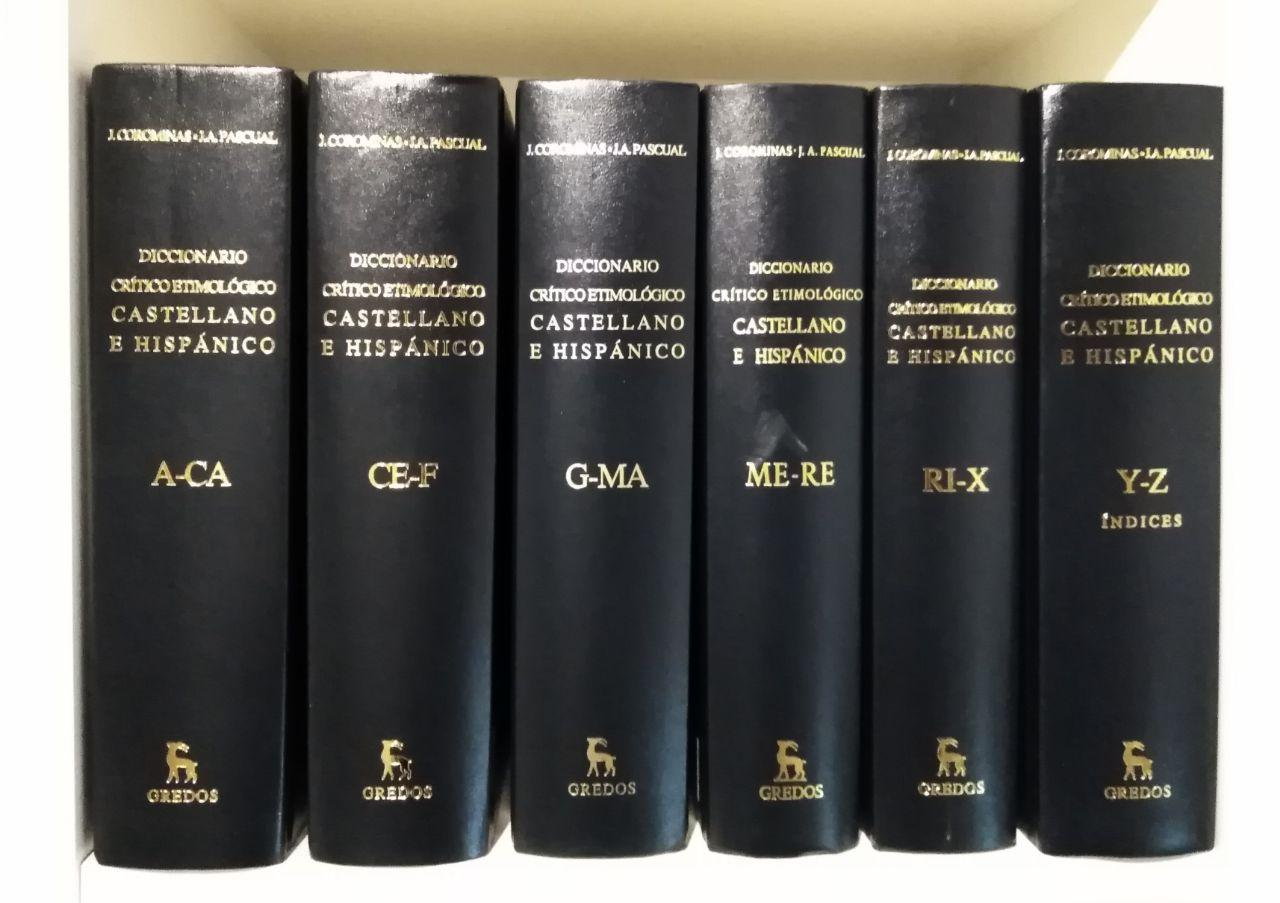
Los seis tomos que comprenden el Diccionario critico etimológico castellano e hispánico ordenados de forma alfabética

El Diccionario crítico etimológico castellano e hispánico es la actualización y reunión de las obras Diccionario crítico etimológico de la lengua castellana (1954) y Breve diccionario etimológico de la lengua castellana realizada por el filólogo español Joan Coromines (1905-1997), en colaboración con José Antonio Pascual y publicada entre 1980 y 1991. 

## Contexto
El Diccionario constituye una de las más importantes aportaciones de todos los tiempos al estudio de la romanística, desde la perspectiva central del estudio de la lengua española. A lo largo de más de seis mil páginas, J. C. establece el origen y la biografía del vocabulario castellano, antiguo y contemporáneo, español e hispanoamericano, con frecuentes referencias al resto de las lenguas peninsulares y latinas. 
En este sentido debe interpretarse el adjetivo "hispánico", ya que el estudio del español no es realizable sin dar cuenta de las relaciones, préstamos e interferencias con otras lenguas. Así, las áreas gallegas y gallego-portuguesas, leonesas, asturianas, aragonesas, catalanas, e incluso las del perdido mozárabe se describen y analizan en función de su influencia sobre el español.
Se confiere a este diccionario un decidido carácter comparativo que ayuda también a "prestar grandes servicios no solo para todos los aspectos de la lingüística castellana, sino además, y muy señaladamente, para el estudio de todas las lenguas romances, y aun para el de todo el tesoro léxico de la civilización occidental". Estas palabras del autor son reveladoras del ingente trabajo y curiosidad científica del diccionario. 
Tanto las áreas centrales del español, de distribución léxica homogénea, como las áreas periféricas, marginales, son estudiadas con igual profusión y riqueza informativa. Esto explica que, contra el habitual silencio de otras monografías, el estudio del autor haga especial referencia a la lengua vasca, indispensable si se tiene en cuenta su notable aportación al léxico castellano. Castellano y vasco vivieron en íntimo contacto en el momento de la formación del primero, lo que le lleva a remontar a ambos a una latinidad próxima en origen, aunque sean lenguas tipológicamente tan alejadas. 
El estudio del origen, evolución e historia de casi todas las palabras recogidas en el diccionario de la Real Academia Española más un gran número de americanismos confiere a este trabajo un carácter globalizador por cuanto ilustra exhaustivamente sobre el léxico de la lengua. 
Además de etimológico, el diccionario es también diacrónico. Parte de una perspectiva metodológica según la cual la etimología queda equiparada al estudio de la historia de las palabras. El diccionario, en ausencia de un diccionario histórico del español, suple esta carencia estableciendo la cronología de la aparición de vocablos en la historia de los textos. J. C. utiliza desde diccionarios medievales hasta contemporáneos, desde las Etymologiae de san Isidoro hasta el Gran diccionario de la lengua castellana, de Anicet de Pagès i de Puig, pasando, claro está, por el Universal vocabulario en latín y romance de Alonso de Palencia, el Nebrija castellano-latino, Covarrubias, Oudin, Pichardo, Borao y Cuervo. Digamos también que esta pertinente documentación histórica no es el único método de trabajo para establecer esta cronología léxica. La referencia documental es meramente indicativa de su presencia escrita y no determina en absoluto su aparición o vigencia en la lengua oral. 
Por este motivo, el autor rehace, a partir de su sólida formación comparatista, y en relación con datos fehacientes de otras lenguas romances, la trayectoria de vocablos ausentes en los repertorios documentales. Reconstruye alternativas no registradas por escrito, exigidas sin embargo por el resto de resultados románicos. 
Un aspecto esencial del trabajo del diccionario es su carácter crítico. El autor no se contenta con presentar sus informaciones sino que razona exhaustivamente sus criterios. En cada caso ofrece una detallada discusión del étimo propuesto, mostrando con gran riqueza de pormenores por qué acepta o refuta trabajos anteriores de otros estudiosos, no sin haber revisado atentamente cuantos juicios mereció el vocablo analizado. 
Esta característica es intelectualmente muy sugerente y espolea al lector erudito a formar sus propios puntos de vista, a razonar con el autor sobre la solución más idónea. Los materiales léxicos del diccionario están agrupados de una manera particular. Dado el carácter evolutivo y familiar de los vocablos, el autor los ordena alfabéticamente a partir de familias léxicas. El estudio de las voces no se hace de manera aislada, como en los diccionarios tradicionales, sino teniendo en cuenta el conjunto del abanico léxico, remitiendo a formas que también han estado emparentadas en el pasado. 
Así se permite, durante la búsqueda de una palabra, recorrer los intrincados caminos de las relaciones léxicas e informarse sobre otros muchos aspectos inesperados, entre los cuales destaca muy clarificador, el sociolingüístico. La relación entre los vocablos no siempre es directa, por evolución fonética, derivación morfológica o derivación semántica, y puede proceder de una relación de préstamo. 
El diccionario recoge, en consecuencia, los diferentes estratos léxicos de origen no románico que se han aclimatado en castellano. El autor ha estudiado especialmente el ámbito de las voces prerromanas, diferenciando sutilmente entre elementos que habían sido considerados de manera conjunta. Esta monumental monografía es un repertorio de hechos lingüísticos muy eficaz y coherente, una clasificación y descripción exhaustiva, un tesoro de erudición lingüística sin precedentes. 
Por el conjunto de su obra, tanto castellana como catalana, recibió en 1989 el Premio Nacional de las Letras Españolas.